# Klebelsberg (Adelsgeschlecht)
Die Klebelsberg zu Thumburg (auch Kleblsperg) sind ein aus Tirol stammendes böhmisches Adelsgeschlecht, welches 1669 von Kaiser Leopold I. in den Freiherrenstand und 1702 bzw. 1733 in den Grafenstand erhoben wurde.

## Geschichte
Leonhard I. (Lienhard) Khlebelsperger († vor Mai 1555) erscheint urkundlich 1500 in Sterzing. 1526 besaß er daselbst das Bürgerrecht und ein Haus, war auch brixnerischer Küchenmeier und Miteigentümer der Thumburg bei Elzenbaum, 1546 Bürgermeister von Sterzing, und erhielt am 3. September 1550 zu Augsburg für seine Verdienste im Türkenkrieg von Kaiser Karl V. den rittermäßigen Reichsadelsstand.
Seine Nachkommen waren vorerst brixnerische Meier auf Thumburg. Hans II., Leonhards I. ältester Sohn, bekleidete 30 Jahre lang das Amt des Steuereinnehmers am Eisack. Es erfolgten Reichsadelsbestätigung und Wappenvereinigung mit dem der Katzelohr von Fragspurg und Luseneck zu Wolkersdorf am 19. August 1631 für Hans Leonhard Khlebelsberg.
Johann Ulrich von Kleblsperg, Oberlieutenant, wurde am 25. November 1669 der Freiherrenstand verliehen.
Franz Niklas Freiherr von Klebelsberg wurde am 23. Dezember 1702, Maximilian Lambert Freiherr von Klebelsberg am 29. Dezember 1733 in den Grafenstand erhoben. Die Klebelsberg dienten in der Armee und waren auch regionale Beamte (Kreiskommissar).
Die tirolische Linie Klebelsberg teilte sich Mitte des 18. Jahrhunderts.
In Bozen bewohnt die Familie Klebelsberg den Ansitz Compil, auch Ansitz Klebelsberg genannt.
Im Königreich Böhmen gehörte Třebívlice zum Familienbesitz.

## Persönlichkeiten
- Franz Niklas Freiherr von Klebelsberg, Kreishauptmann, ab 1702 böhmischer Graf
- Johann von Klebelsberg († 1792), k.k. Generalmajor
- Johann Nepomuk von Klebelsberg (1772–1841), k.k. Kämmerer, Geh. Rat, General der Kavallerie und Festungsgouverneur von Theresienstadt
- Franz Graf von Klebelsberg (1774–1857), niederösterreichischer Statthalter, Präsident der Hofkammer
- Hieronymus von Klebelsberg zu Thumburg (1800–1862), Richter, Bürgermeister von Innsbruck (1838–50), Landeshauptmann von Tirol (1861–62)
- Marie Gräfin von Klebelsberg (1806–1880), Ehefrau von Karl zu Leiningen und dadurch Schwägerin von Queen Victoria
- Prokop Sigismund von Klebelsberg († 1819), k.k. Generalmajor
- Kunó Graf Klebelsberg von Thumburg (1875–1932), ungarischer Politiker
- Raimund von Klebelsberg (1886–1967), österreichischer Geologe und Hochgebirgsforscher

## Wappen

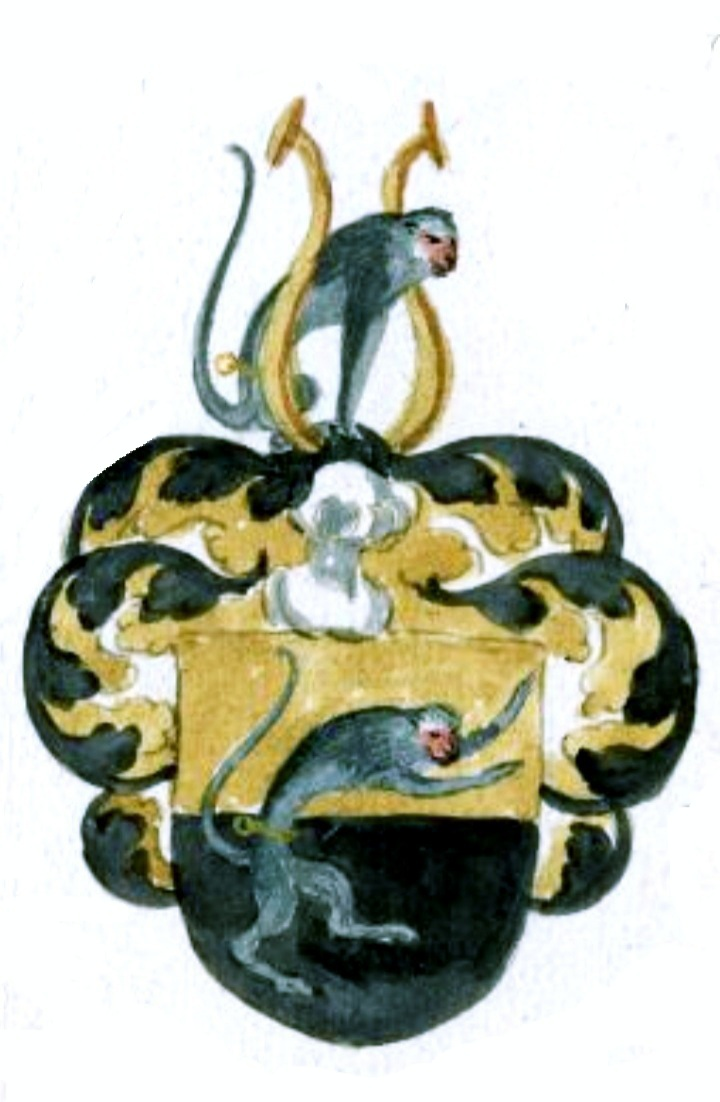
Wappen der Katzelohr, 1583 mit dem der Proy vereinigt
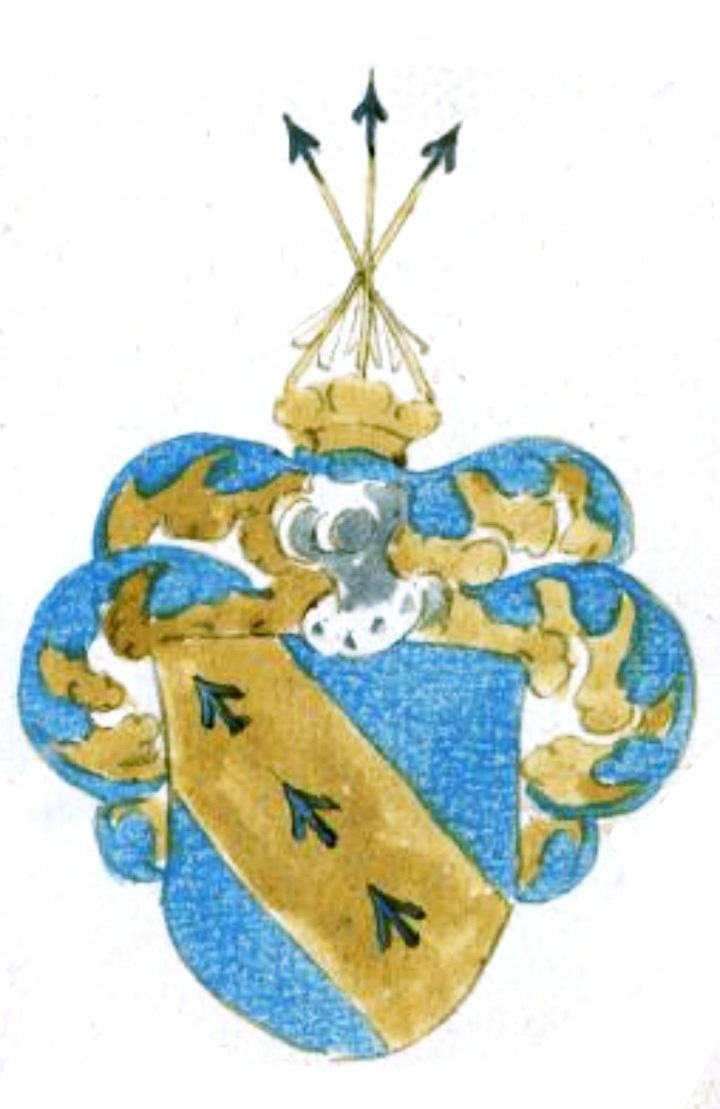
Wappen des vor oder in 1583 verstorbenen Rittmeisters Bartholomäus Proy, 1583 mit dem der Katzelohr vereinigt
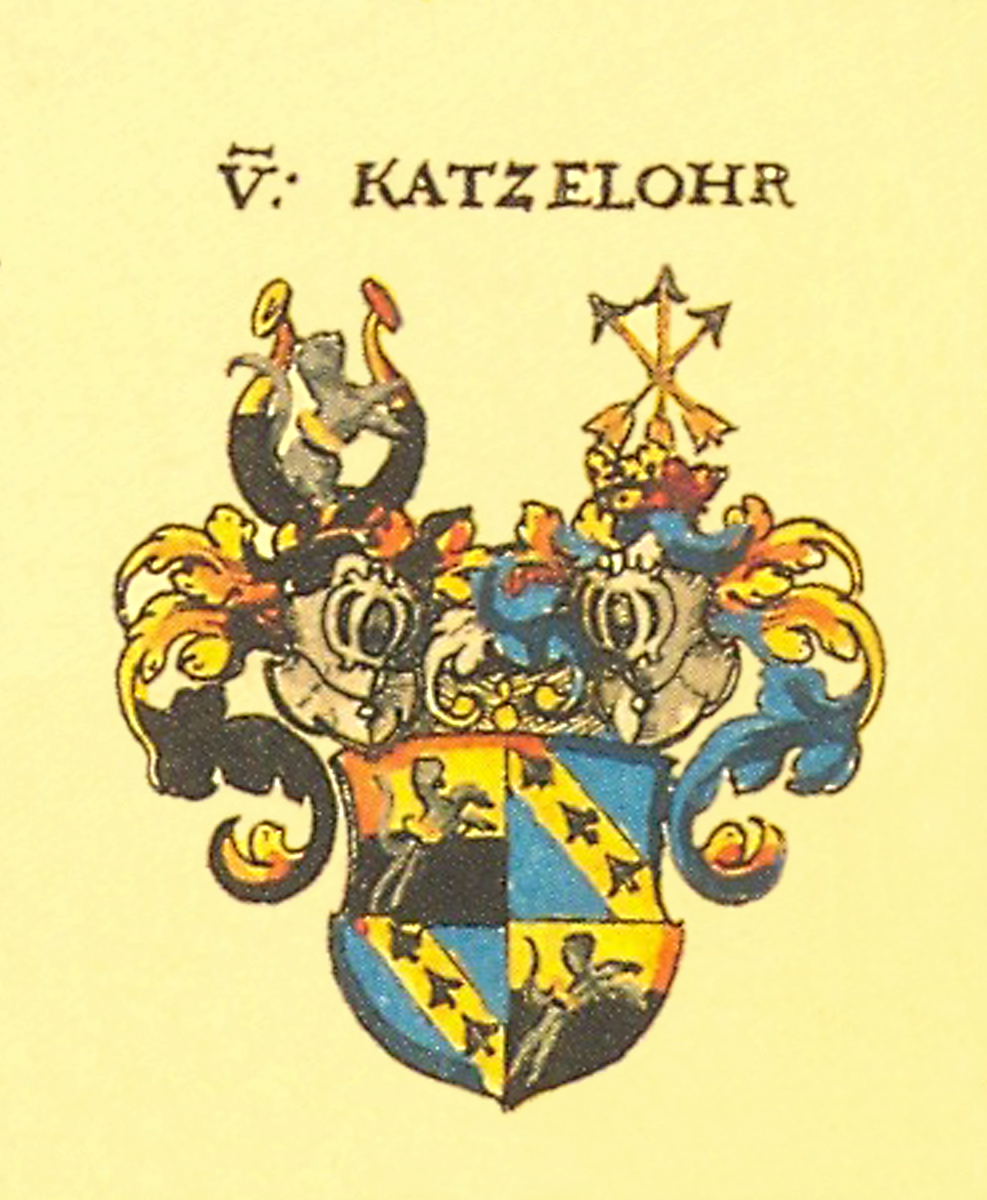
Wappen der tirolischen Katzelohr von Fragsburg (Wappenvereinigung mit Proy 1583), Rückschild bei der Wappenvereinigung mit Klebelsberg 1631
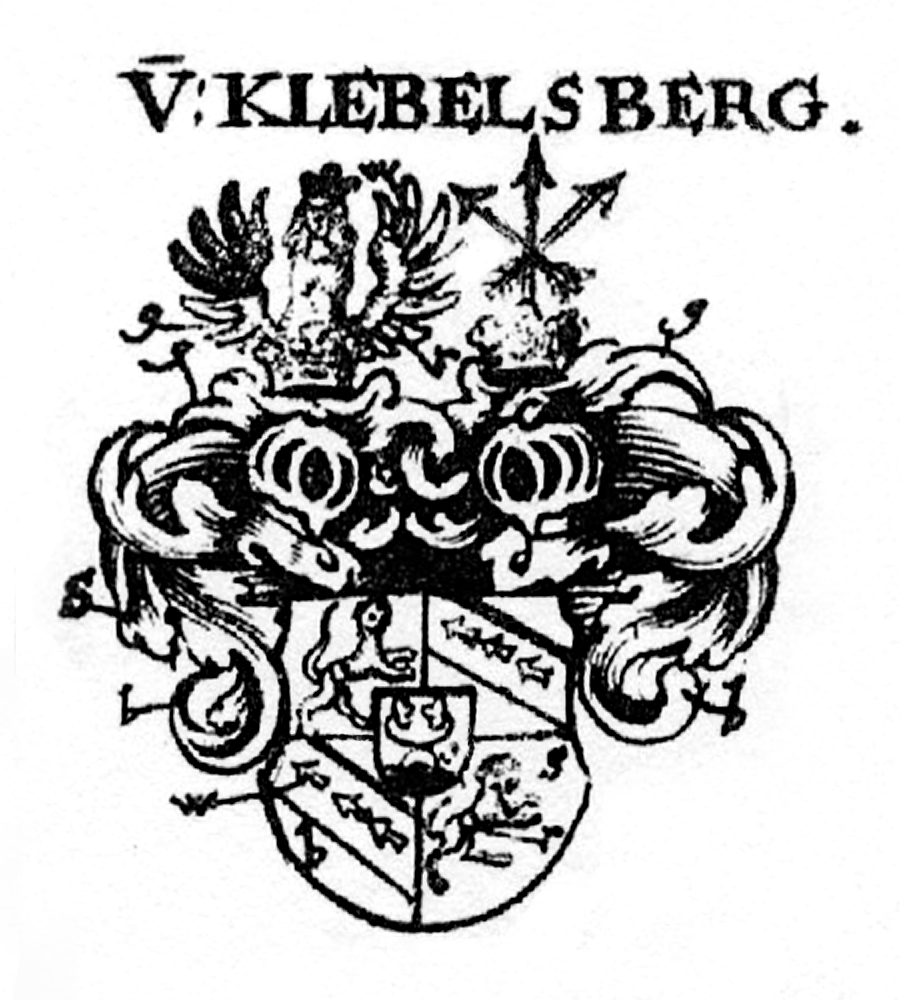
Wappen der Ritter von Klebelsberg, Wappenvereinigung 1631 mit dem der Katzelohr
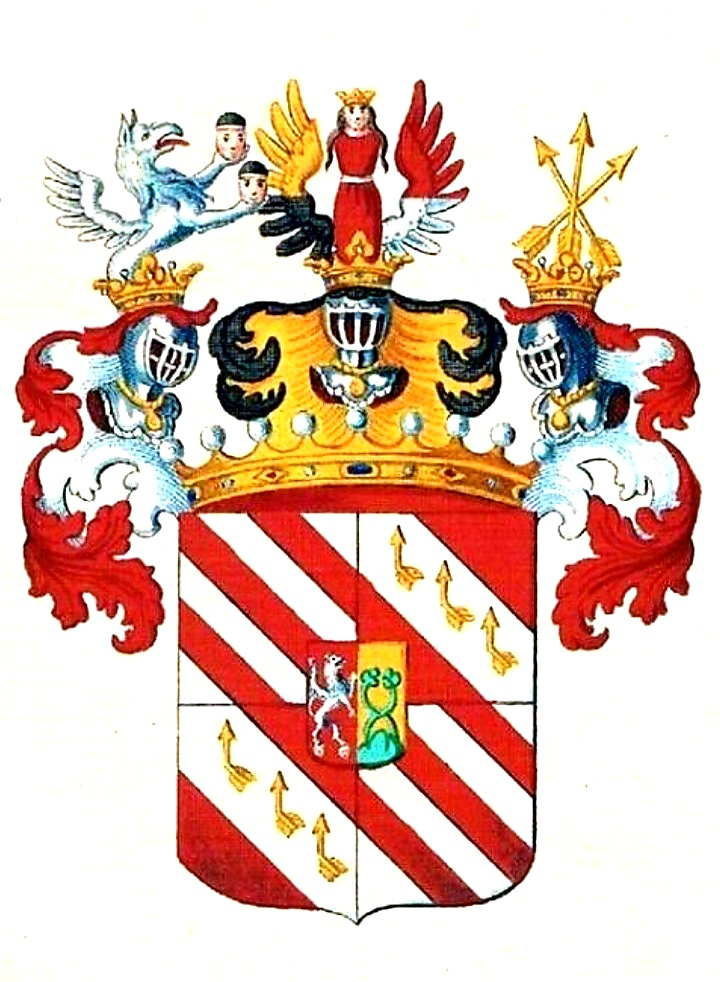
Wappen der Grafen von Klebelsberg, 1733

### Adelswappen
Gespalten: vorn sprechendes Wappenbild: in Gold auf schwarzem Dreiberg zwei Kleeblätter mit 8-förmig verschlungenen Stängeln; hinten in Rot ein silberner Greif. Auf dem gekrönten Helm mit rechts schwarz-goldenen, links rot-silbernen Helmdecken ein gekrönter, rotgekleideter Jungfrauenrumpf zwischen offenem, rechts golden-schwarz, links rot-silbern geteiltem Flug.

### Ritterwappen
Ein vierfeldiges Schild, 1 und 4 Feld blau, ein schräglinker weißer Balken mit drei Pfeilen darauf. Im Feld 2 und 3 in gold eine aufspringende naturfarbene Meerkatze. Im Herzschild zwei Ranken mit zwei Kleeblättern auf einem Hügel.
Oben zwei gekrönte offene Helme, auf dem rechten drei Pfeile, nach oben, links und rechts schräg nach oben zeigend; links zwei Flügel, weiß-rot und gold-schwarz, und in der Mitte ein Mädchen mit Krone ohne Arme. Die Helmdecken sind rechts blau und gold, links schwarz und blau vermischt (genaue Beschreibung siehe Grafenwappen).

### Grafenwappen
Wappen quadrierter Schild mit Mittelschild. Mittelschild der Länge nach geteilt, rechts in Rot ein linksgekehrter auf zwei Türkenköpfen stehender silberner Greif, links in Gold auf grünem dreispitzigen Hügel zwei grüne Kleeblätter, welche mit ihren sich kreuzenden Stängeln gegeneinander gebogen sind. 1 und 4 in Silber drei rote schrägrechte Balken; 2 und 3 in Rot ein silberner schrägrechter Balken, welcher mit drei roten hintereinander stehenden Pfeilen mit zerbrochenen Schäften belegt ist. Auf der Grafenkrone erheben sich drei gekrönte Helme. Der rechte trägt einen einwärtsgekehrten wachsenden Greif, welcher in jeder Kralle einen Türkenkopf hält. Auf dem mittleren Helm steht zwischen zwei Adlersflügeln, von denen der rechte von Gold und Schwarz, der linke von Rot und Silber quer geteilt ist, der rot gekleidete Rumpf eines gekrönten Mädchens mit langem, an beiden Seiten herabhängendem Haar und mit silberner Leibbinde. Der linke Helm ist mit drei roten, die Spitzen nach oben kehrenden Pfeilen besetzt, deren mittlerer gerade in die Höhe steht, die beiden anderen aber in Form eines Andreaskreuzes darüber gelegt und mit einem roten Band zusammengebunden sind. Die Decken des rechten und linken Helms sind rot und silbern und die des mittleren schwarz und golden.